# Alexandre-Gabriel Decamps
Alexandre-Gabriel Decamps (Parijs, 3 maart 1803 - Fontainebleau, 22 augustus 1860) was een Frans kunstschilder, tekenaar en graveur.

## 1803-1834

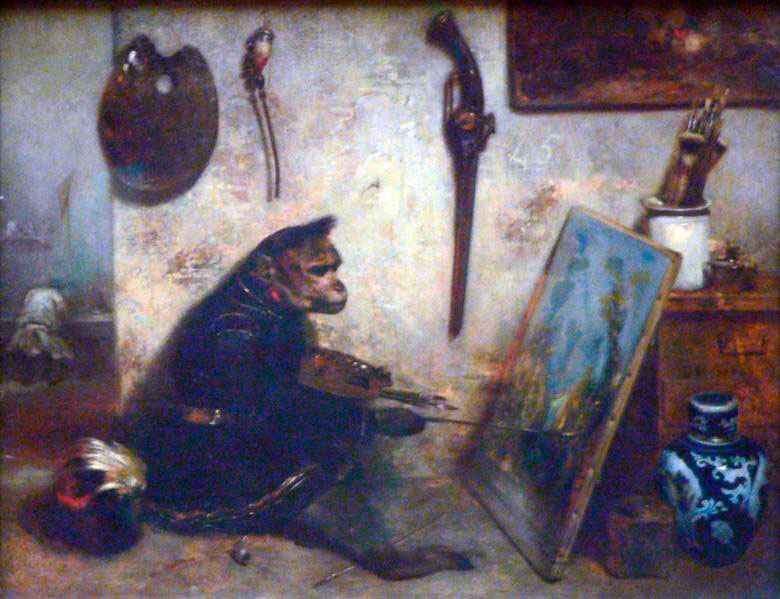
Le singe peintre, Louvre, Parijs

Zijn familie was afkomstig uit Arsy (Picardië), en hij bracht daar drie jaar van zijn jeugd door samen met zijn broers. Toen zijn vader in 1816 stierf keerde hij terug naar Parijs en ging in de leer bij Étienne Bouhot. In 1818 veranderde hij van docent en stapte over naar het atelier van Abel de Pujol, een leraar uit de school van de academische kunst. Uiteindelijk besloot hij om geen opleiding meer te volgen maar de hem ontbrekende kennis zichzelf eigen te maken.  Hij trok naar de buitenwijken van Parijs en naar de aangrenzende dorpen en steden, waar hij pittoreske volkstaferelen tekende en schilderde. Tegelijkertijd studeerde hij in het Louvre. Hij was vooral geïnteresseerd in de Vlaamse en de Nederlandse schilderkunst. In een brief aan dokter Véron noemt hij Rembrandt van Rijn le plus extraordinaire des peintres.
Hij begon zijn eigenlijke loopbaan met het schilderen van genrestukken, zoals Arabes devant une maison (1823), Chasseur au marais (1827) en Les Janissaires (1827). In deze werken beeldde hij voornamelijk taferelen Franse en Algerijnse taferelen af en kwam zijn voorkeur voor de natuur en Arabische cultuur tot uiting.  Hij reisde naar Zwitserland en naar de Franse Midi en in 1827 exposeerde hij voor het eerst in de Parijse salon. In 1828 wordt hij voor een opdracht naar Griekenland gestuurd. Daar moest hij samen met de schilder Louis Garneray de Zeeslag bij Navarino schilderen. Hij vervolgde zijn reis en kwam via Constantinopel en Anatolië ten slotte in het Midden-Oosten terecht. Tijdens zijn reis maakte hij vele notities en schetsen en zijn indrukken van deze reis werden tot zijn belangrijkste inspiratiebronnen.
Op de Parijse salon van 1831 had hij succes met zeven werken die hij tentoonstelt. In zijn eerste werken is een voorliefde voor dieren terug te vinden, in het bijzonder voor honden. Later ontwikkelde hij ook een interesse voor apen. Op het schilderij Le Singe peintre uit 1833 is een schilderende aap in circuskostuum te zien. Later zou hij ook satirische voorstellingen maken van apen die musiceren, koken en bakken. Tussen 1827 en 1831 maakte hij spotprenten voor Le Figaro, L'Artiste, en vooral voor La Caricature, de krant van Charles Philipon. Deze politieke spotprenten zijn vol van bijtende ironie en bezorgden hem een grote populariteit.

## 1834-1853

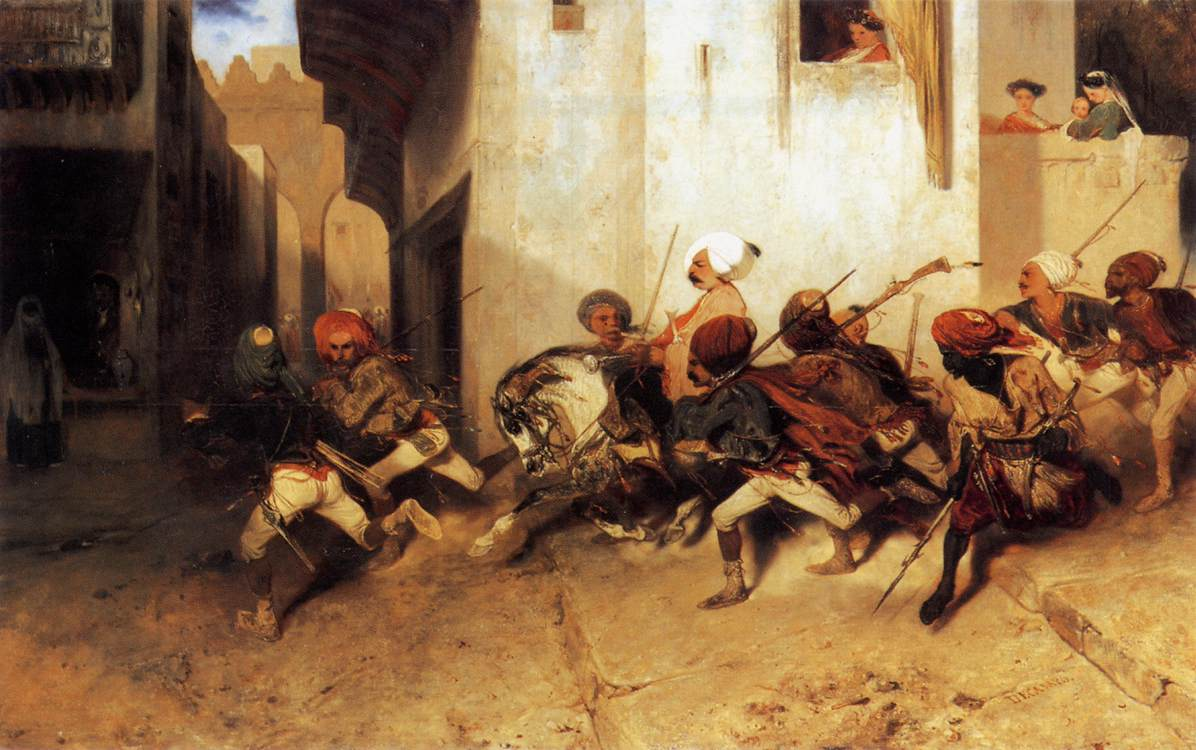
De Turkse patrouille, Wallace Collection, Londen

Het grote succes speelt in de jaren 1834-1846. Hij presenteert in 1834 in de Salon zijn beroemdste werk La Défaite des Cimbres of Marius défait les Cimbres dans la plaine située entre Belsannettes et la grande Fugère. Het schilderij geeft een grote veldslag weer, maar is vooral indrukwekkend vanwege het woeste landschap waarin de slag zich afspeelt. Decamps ontvangt van de jury op de Salon een medaille de première classe voor dit werk. 
Na dit grote succes besluit de schilder op reis te gaan. Hij bezoekt Italië in 1835 en bestudeert de werken van Rafaël en Titiaan. Zijn schilderwerken uit deze periode worden enthousiast ontvangen en verschillende werken worden geëxposeerd op de Salon van 1839. Decamps werd op 27 juni 1839 benoemd door de Franse regering benoemd tot Ridder in het Legioen van Eer.
Hierna legt hij zich verder toe op het schilderen van historische taferelen, zoals het beleg van Clermont.  Op de Salon van 1846 worden enkele werken van hem geweigerd, maar in 1851 is hij weer terug met onder meer Souvenirs de Turquie d'Asie en Eliezer et Rebecca.

## 1853-1860

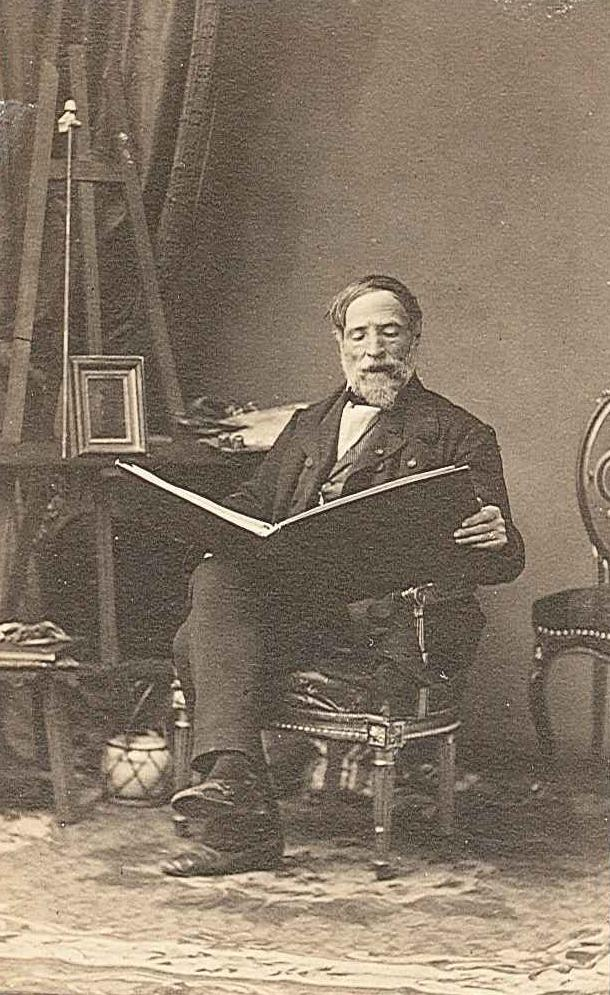
Alexandre-Gabriel Decamps

Vanaf 1853 kreeg hij verschillende zenuwaanvallen en verslechtert zijn gezondheid. Hij verkoopt zijn atelier in april 1853, vertrekt uit Parijs en vestigt zich in Veyrier (Lot-et-Garonne). Op de wereldtentoonstelling van 1855 is hij echter wel weer aanwezig met een overzicht van zijn werk, bestaande uit maar liefst vijftig stukken. Hij ontvangt voor zijn werk een eremedaille tegelijkertijd met Eugène Delacroix en Jean Auguste Dominique Ingres. Gedurende de laatste jaren van zijn leven begint hij met verschillende grote doeken, die deels onvoltooid bleven. In 1857 vestigt hij zich in Fontainebleau, waar hij in 1860 sterft na een val van een paard.

## Biografieën
- Louis Véron, Mémoires d'un bourgeois de Paris, Paris, Librairie nouvelle, 1856-1857, t.IV, chap.3, Les Beaux-Arts sous la Monarchie de Juillet, Decamps, pp. 116–132.
- Paul Mantz, « Decamps », Gazette des Beaux-Arts, 12 (1862), pp. 97–128.
- Adolphe Moreau, Decamps et son œuvre, Paris, Jouaust impr., 1869.
- Charles Clément, Decamps, Paris, Librairie de l'art, Jules Rouam éd., 1887, coll. Les artistes célèbres.
- Charles Blanc, Alexandre-Gabriel Decamps, 1889, Impr. de Chaix, [1889].
- Pierre du Colombier, Decamps, Ed. Rieder, 1928, coll. Maîtres de l'art moderne.
- Dewey F.Mosby, « The mature years of Alexandre-Gabriel Decamps », The Minneapolis Institute of Arts Bulletin, vol.LXIII, 1976-1977, pp. 97–109.
- Emmanuel Bénézit, Dictionnaire critique et documentaire des peintres, sculpteurs, dessinateurs et graveurs [...], Paris, Gründ, nouv.éd., « Decamps », vol.4, pp. 92–96.
- Dewey F.Mosby, « Decamps », in The Dictionary of Art, ed.J.Turner, New York, Grove, 1996, vol.8, pp. 598–599.
- V.Pomarède, « Decamps », Allgemeines Künstler Lexikon, die Bildenden Künstler aller Zeiten und Völker, München, K.G.Saur, 2000, Band 25, pp. 92–94.

- Bibsys: 2064065
- Biblioteca Nacional de España: XX4942311
- Bibliothèque nationale de France: cb140916296 (data)
- Gemeinsame Normdatei: 122905040
- International Standard Name Identifier: 0000 0001 1638 4828
- KulturNav: 5a1c4bd6-f27e-48e2-bb65-0644f5945216
- Library of Congress Control Number: n84017225
- Base Léonore: LH//681/45
- Nationale Bibliotheek van Tsjechië: xx0131923
- Nationale Bibliotheek van Israël: 987007527014905171
- Nederlandse Thesaurus van Auteursnamen: 158573382
- RKD-Nederlands Instituut voor Kunstgeschiedenis: 21267
- SNAC: w60g5pkf
- Système universitaire de documentation: 074017101
- Union List of Artist Names: 500022285
- Virtual International Authority File: 49429540
- WorldCat: E39PBJymvppPTdrFmKgP8HGCQq